# World Ports Classic
La World Ports Classic és una competició ciclista que es disputa anualment als Països Baixos i a Bèlgica. La cursa fa un recorregut entre Rotterdam i Anvers, dos dels principals ports europeus.
La primera edició es disputà el 2012, recollint l'èxit que va tenir la sortida del Tour de França de 2010 que va començar a la ciutat neerlandesa. El 2015, després de quatre edicions, es va disputar per darrera vegada.

## Palmarès
| Any  | Vencedor       | Segon             | Tercer             |
| ---- | -------------- | ----------------- | ------------------ |
| 2012 | Tom Boonen     | André Greipel     | Alexander Kristoff |
| 2013 | Nikolas Maes   | Jonathan Cantwell | Reinier Honig      |
| 2014 | Theo Bos       | Ramon Sinkeldam   | Aleksandr Pórsev   |
| 2015 | Kris Boeckmans | Danilo Napolitano | Iauhèn Hutaròvitx  |